# 1650 Heckmann
1650 Heckmann este un asteroid din centura principală, descoperit pe 11 octombrie 1937, de Karl Reinmuth.